# 이정환 (언론인)
이정환은 대한민국의 언론인이다. 성균관대학교 물리학과를 졸업하였고 한겨레 경제주간지 '이코노미21', 월간 '말', '뉴시스' 등에서 기자로 일했다. 2007년 미디어오늘에 입사하여 두 차례 편집국장을 역임했다. 2016년 12월 29일 미디어오늘 대표이사 사장에 선임되었다.